# Pucarani
Pucarani – miasto w Boliwii, w departamencie La Paz, w prowincji Los Andes.